# 齊藤亞紀子
齊藤亞紀子（日语：／ Saitō Akiko，4月26日—），日本女性配音員。以前經歷大阪電視人才局，現在不明。B型血。

## 演出
粗體字表示主要角色。

### 遊戲
- 格鬥天王'96（神樂千鶴）
- 格鬥天王'96 NEO·GEO Collection（神樂千鶴）
- 格鬥天王'97（神樂千鶴）
- 格鬥天王'98 未完結的夢戰鬥（神樂千鶴）
- 格鬥天王草薙京（神樂千鶴）
- 格鬥天王'99 進化（神樂千鶴）※DC版[注 1]
- 格鬥天王2000（神樂千鶴）[注 2]
- 格鬥天王'98 最後之戰（神樂千鶴）

### CD

#### 廣播劇CD
- 廣播劇CD『格鬥天王'96』（神樂千鶴）
- 廣播劇CD『格鬥天王'97 ～激突篇～』（神樂千鶴）
- 廣播劇CD『格鬥天王'97 ～宿命篇～』（神樂千鶴）
- Snk Characters Sounds Collection Vol.5 格鬥天王'97角色劇場（神樂千鶴）
- 短篇廣播劇『侍魂 天草降臨』（彌生）

#### CD
- 格鬥天王'96 廣播劇CD
- 侍魂 天草降臨 -Arrange Sound Trax-
- 格鬥天王'97
- 格鬥天王'97 ～激突篇～ DRAMA CD
- 格鬥天王'97 ～宿命篇～ DRAMA CD
- Snk Characters Sounds Collection Vol.5 格鬥天王'97角色劇場 SPECIAL EDITION
- 格鬥天王'98
- 格鬥天王草薙京

## 腳註